# Rob Epstein
Rob Epstein, também conhecido como Robert P. Epstein (Nova Jersey, 6 de abril de 1955) é um editor, escritor, produtor, diretor e cineasta de não-ficção norte-americano. Ganhou dois prêmios oscar de melhor documentário pelos filmes The Times of Harvey Milk e Common Threads: Stories from the Quilt.

## Filmografia
- Word is Out: Stories of Some of Our Lives — Diretor (1978)
- The Times of Harvey Milk — Diretor, Produtor, Editor  (1984)
- The AIDS Show — Diretor, Produtor (1986)
- Common Threads: Stories from the Quilt — Diretor, Produtor, Escritor (1989)
- Where Are We? Our Trip Through America — Diretor, Produtor (1989)
- The Celluloid Closet — Diretor, Produtor, Escritor (1995)
- Paragraph 175 — Diretor, Produtor (2000)
- Underground Zero (segment "Isaiah's Rap") — Diretor (2002)
- "Crime & Punishment" (TV Series) — Diretor, Produtor (2002)
- An Evening with Eddie Gomez — Diretor (2005)
- Ten Days That Unexpectedly Changed America: Gold Rush (TV series) — Diretor (2006)
- Lovelace - co-diretor - 2013